# CLAS
Il CLAS (CEBAF Large Acceptance Spectrometer) è uno dei rilevatori installati nell'acceleratore di particelle CEBAF del Jefferson Lab.
Sue principali caratteristiche sono la rilevazione in un ampio angolo solido (3π) e la possibilità di utilizzare un fascio fotonico secondario, generato per effetto Bremsstrahlung dal fascio elettronico principale.
Per la sua costituzione geometrica, CLAS è particolarmente adatto ad esperimenti che richiedono la rilevazione di una gran numero di particelle in stato finale, come  (e,e'Npπ) o (e,e'NN). Questa caratteristica consente anche di eseguire contemporaneamente numerosi esperimenti, con l'aiuto di un sistema configurabile di attivazione di eventi.
Il CLAS appare complessivamente come una cipolla del diametro di dieci metri, di cui i sensori occupano diversi strati: il più interno è quello delle camere a deriva (drift chambers), disposte in tre diverse regioni; il secondo comprende i contatori Čerenkov (Cerenkov counters); successivamente si trovano gli analizzatori a tempo di volo (Time of Flight Detector); lo strato più esterno, infine, è quello dei calorimetri elettromagnetici (EM-Cal).